# Mörkerrädsla
Mörkerrädsla, även kallat skotofobi (av grek. skotos, "mörker", fobi, "rädsla") och nyktofobi, betecknar en överdriven och irrationell rädsla för mörka utrymmen, trots att personen intellektuellt vet att det inte finns något att vara rädd för. Hos barn är dock insikten i besvärens orimlighet inte nödvändig.
Rädsla för mörker är vanligt hos framför allt prepubertala barn , där det kan ses som en närmast naturlig del i utvecklingen. Nattblindhet hos barn är associerat med högre förekomst av mörkerrädsla. Mörkerrädsla kan också förekomma i vuxen ålder, där det sannolikt är underdiagnosticerat hos patienter med insomni. Mörkerrädsla hos vuxna insomniker är vanligare vid insomni som debuterat i barndomen än vid insomni som debuterat i vuxen ålder. Det kan även förekomma som ett delsymptom vid posttraumatisk stress. Det finns terapeutiska metoder framtagna specifikt för barn med mörkrädsla, även om de vetenskapliga studier som utvärderat metodernas effekt är få och metodologiskt svaga. 
Mörkerrädsla skall ej förväxlas med nattskräck, som är en parasomni.